# マイクロプラスチック

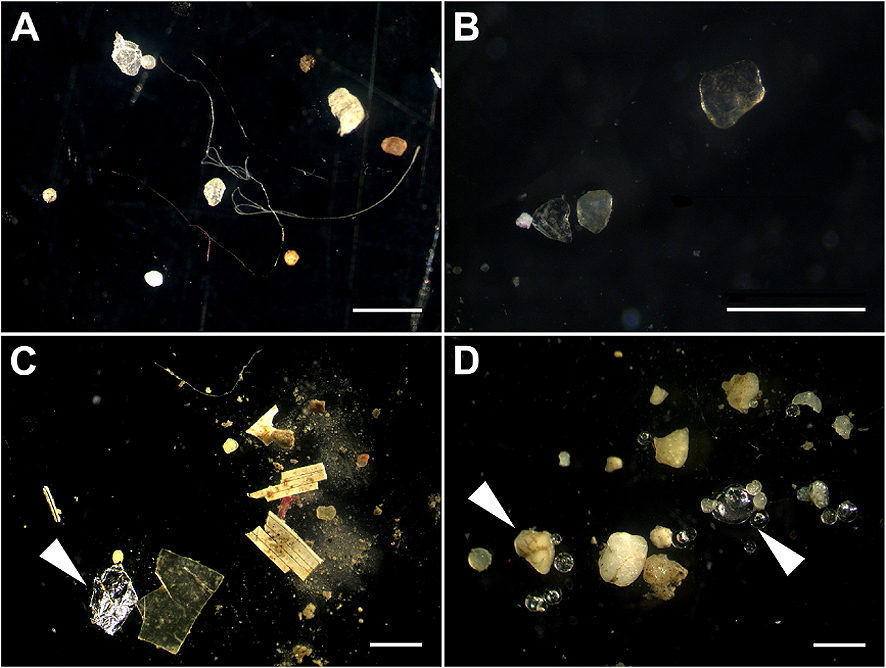
ドイツ国内の4つの川の堆積物に含まれていたマイクロプラスチック（白色のバーは1mmを示す）

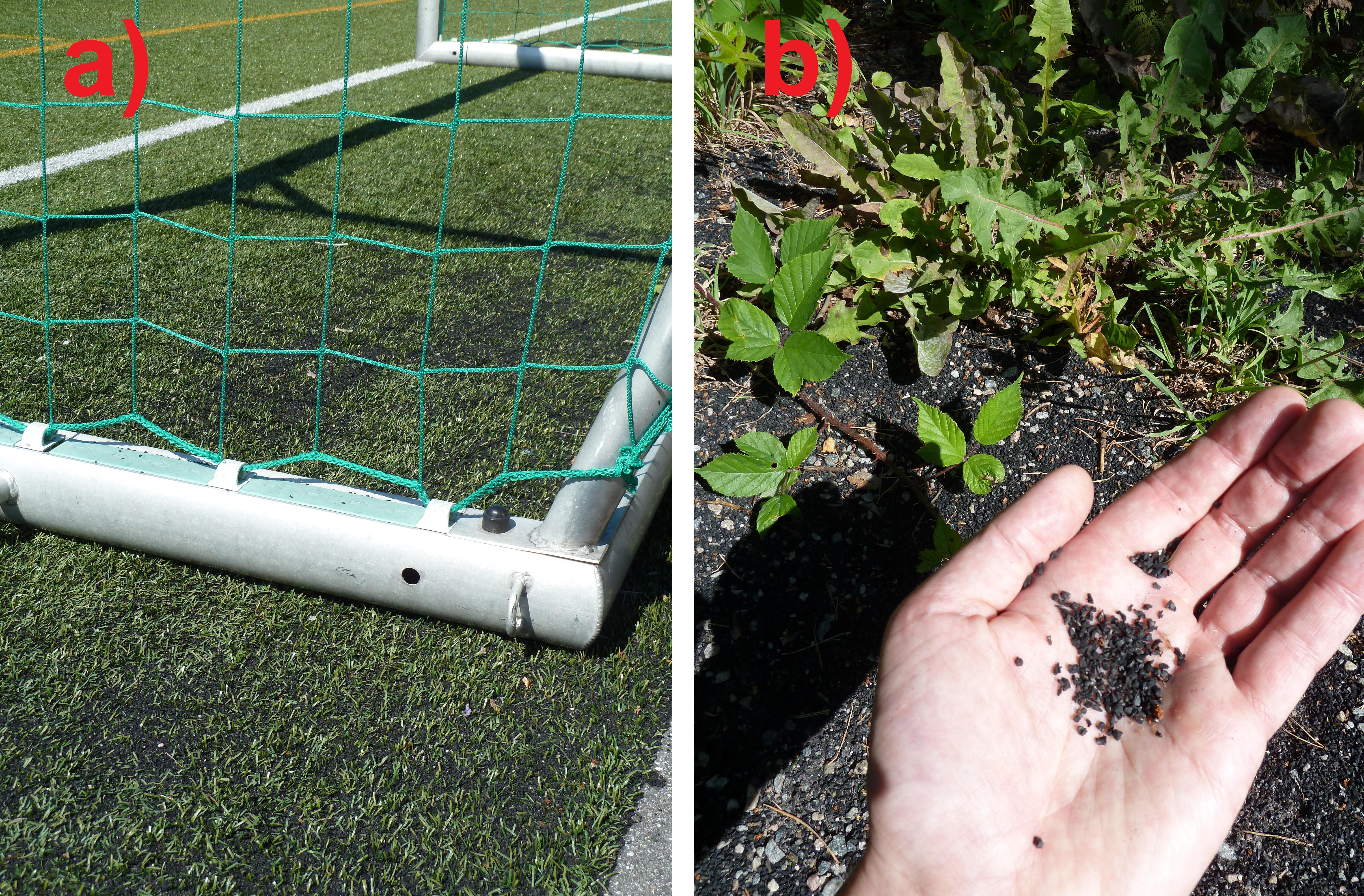
a）サッカー場の人工芝で用いられるゴム素材。b）雨に流され自然界で発見されたゴム片。

マイクロプラスチック（英: microplastics）は、（生物物理学的）環境中に存在する微小なプラスチック粒子であり、特に海洋環境において極めて大きな懸念材料となっている。一般には、直径 5 mm 以下のプラスチック粒子または、プラスチック断片と定義されている。海洋研究者の一部は1 mmよりも小さい顕微鏡サイズの全てのプラスチック粒子と定義している。この定義は、現場での採取に一般に使用されるニューストンネットのメッシュサイズが333 μm (0.333 mm) であることから適切でないとの議論もあり、5 mmよりも小さい粒子と定義している研究者もいる。

## 概要
マイクロプラスチックは、
もともとは、レジ袋、コンビニの弁当箱、ペットボトルの蓋などの
プラスチックゴミ(一般的にプラゴミと呼ばれる)である。プラスチック製品の大半は石油が使われているが、そのまま固めるのではなく、石油にさらにエネルギーを加えて化学合成して作られる。全世界で年間に製造されるプラスチック製品は約4億トンであり、その用途は、約半分が容器、包装などに使われている。これらの製品は一度使用すると捨てられる「使い捨て製品」が多く、代表的なものはレジ袋である。現在日本では全国で年間約300億枚のレジ袋が消費されている。その他のプラスチック製品としてペットボトル、食品パッケージ、コンビニの弁当箱などがあり、これらを合計すると、日本では1世帯1日あたり約数百グラムのプラスチックゴミが発生する。プラスチックゴミは人間が的確に処理していれば海に影響を及ぼすことはない。ポイ捨てされたもの、ゴミ箱からあふれて処理されず放置されたものなどが河川や下水に侵入したり、風に飛ばされたりして最終的に海へ流れ着いている。海洋を汚染するマイクロプラスチックの大半は人間が日々の生活で排出されたものに由来している。
マイクロプラスチックは、マイクロサイズで製造された一次的マイクロプラスチックとより大きな二次的マイクロプラスチックに区別できる。一次的マイクロプラスチックの例として、化粧品があげられる。二次的マイクロプラスチックは大きなサイズで製造されたものが、自然環境中で5㎜以下に破砕・細分化したものである。主に、ペットボトルやビニール袋が紫外線などに晒されて劣化することで発生すると考えられている。どちらも人体・環境に甚大な悪影響を与えることが懸念されている。
海洋生物がマイクロプラスチック自体と、それに付着した有害物質（PCBやDDTなど）を摂取し、生物濃縮によって海鳥や人間の健康にも影響することが懸念されている。2020年現在、実環境よりも有害物質とマイクロプラスチックをかなりの量増やした場合には毒性影響が確認されているが、実環境ではマイクロプラスチックに吸着または含有された有害物質による生物への毒性影響はまだ確認されていない。これについて日本学術会議は、実環境での軽微な影響を評価する手法が開発されていないからだとして、その手法の開発と調査・研究を推進することが必要だと提言している。また、今後マイクロプラスチックの量が増え続けると悪影響が表れること、マイクロプラスチックは回収が困難であることから、予防的な対策が必要だと提言している。

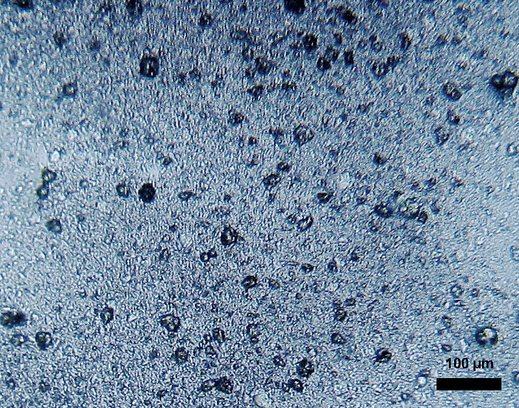
歯磨き粉に配合されている直径約 30 μm のマイクロプラスチック小球。

さらにマイクロプラスチックはプラスチック廃棄物の破砕から発生するばかりではなく、歯磨き粉、ハンドソープ、フェイスクレンザー、その他の角質除去製品や化粧品に普遍的に配合されており 、そもそも人類が以前から意図的に製造・使用し排水中に垂れ流している。
　しかし、以上の内容の全てで発生源とする物は示されているが、検出されたマイクロプラスチックそのものの成分は示されておらず、調べられてもいない。従ってこれらの議論にはなんら根拠がない可能性がある。

## 発生源と拡散状況
マイクロプラスチックの発生源と疑われているものは複数存在する
- 工業用研磨材、（角質除去タイプの）洗顔料、化粧品またはサンドブラスト用研削材[16]などに直接使用するために生産されるマイクロプラスチック、または多種多様な消費者製品を生産するための前段階の原料（ペレットまたはナードルと呼ばれる）として間接的に使用するために生産されるマイクロプラスチック（"一次マイクロプラスチック"）。マイクロビーズとも呼ばれる（en:Microbead）
- 特に海洋ゴミなどの大きなプラスチック材料が壊れて段々と細かい断片になる結果、環境中に形成されたマイクロプラスチック（いわゆる"二次マイクロプラスチック"）。この崩壊をもたらす原因は、波などの機械的な力と太陽光、特に紫外線 (UVB) が引き起こす光化学的プロセスである。
- 家庭での衣類の洗濯による布からの合成繊維の脱落。下水道に流れ込む洗濯排水中のマイクロプラスチック粒子と環境中のマイクロプラスチックの組成との比較により、1 mm未満の粒径のマイクロプラスチック汚染の大半が脱落した合成繊維から構成される可能性があることが示唆されている[17]。最近数十年間の世界のプラスチック消費量の増加により、マイクロプラスチックは全世界の海洋に広く分布するようになり、その量は着実に増大している[7]。人口密集地から遠い北極海の海氷中でも確認されている[18]。
- 人工芝や稲作で利用される肥料カプセルなど園芸・農業分野のプラスチックごみが海に流出し、二次マイクロプラスチック化する可能性が指摘されている[19]。

通常、家庭から下水道に流されたものは、下水処理場で処理される。マイクロプラスチックもある程度除去され、自然界に放流される水には少ししか残らない。ただし、大雨が降った際にはすべての水を処理することができず、一部はそのまま自然界に流れ出ることになる。
2010年に世界で生み出されたプラスチックゴミは2億7500万トンで、そのうち800万トンが海に入り海洋ゴミになったと推定されている。プラスチックごみの海洋流出が最も多かった国は中国で、インドネシア、フィリピン、ベトナム、スリランカが続いている。研究では、海に面した192か国・地域における2010年の1人当たりごみ排出量を基にした数理モデルを用い、1年間に海洋に流出したプラスチックごみの量を試算した。排出されるごみに含まれるプラスチックの量や、不適切に処理されたごみの量は、それぞれ1％と仮定した。
牛島ほか(2018)によれば、2016年10 - 12月に日本の5つの湾と琵琶湖で合計197匹の魚を採取して検査したところ、うち74匹の消化管から140個マイクロプラスチックが検出されたとの報道がされた。
『ナショナルジオグラフィック』日本版（2018年）は、9割の食塩からマイクロプラスチックが検出され、特にアジアの国々で産出される食塩には、相当量のマイクロプラスチックが含まれていると報じた。世界平均では、平均的な成人が食塩を通して1年間に摂取するマイクロプラスチックは、約2000個であるとしている。食塩は不可欠であるため、健康に大きな影響を与える可能性がある。
ロシアのスプートニクは、2018年3月25日の日本語版記事で『サイエンティフィック・リポーツ』の掲載論文について引用し、太平洋を浮流するゴミを約7万9000トンと算出した上で、うち31%がマイクロプラスチックであるとした。また、東日本大震災によって海洋流出した災害ゴミについても言及している。
海中以外では大気中への飛散が確認されており、人間の大便・胎盤・血液などからも発見されている。
2019年に発表された論文では、南大西洋の真ん中に浮かぶ英領イナクセシブル島（Inaccessible Island）の磯に流れ着くペットボトルの大半は、中国の商船によってもたらされている可能性が高いとされている。
2019年、中国生態環境省は、前年の同国沿岸の海域への廃棄物投棄が前年比２７％増の２億００７０万立方メートルと、少なくとも過去１０年で最悪と発表、廃棄物の大半は、主要工業地域である揚子江デルタ、珠江デルタに投棄された。「海洋生態系への対応では、現在、明確な問題がある。一部の地域の意識が低く、十分な配慮がされていない。強力な取り組みや献身が不足している」と会見した。［ロイター］
2021年から、新型コロナウイルスの流行で、プラスチックごみが増加している。大気環境学会誌によると「コロナ禍による在宅学習・在宅勤務によって宅配やテイクアウトが盛んになり、プラスチック容器ゴミが急増した。」「不織布マスクの9割はプラスチックであり、月間推定で1290億枚のマスク、65億枚の手袋が世界全体で使用され、不適切管理により新たな環境汚染要因となっている（Prataet al.,2020）。」とされている。国内では、2020年4月から7月にかけて全国の大都市部における家庭からのプラスチックごみの排出量が、前年同月比で10％前後増加した。タイのバンコクでは、2020年4月の一日当たりのプラスチックごみの排出量は3432トンとなり、前年より62％も増加した。
2022年、オランダの科学者らによる調査で、スーパーマーケットの75％の肉や乳製品からマイクロプラスチックを検出された。また、畜産動物の飼料からは100％のマイクロプラスチックが検出された。

## 海洋環境への潜在的影響

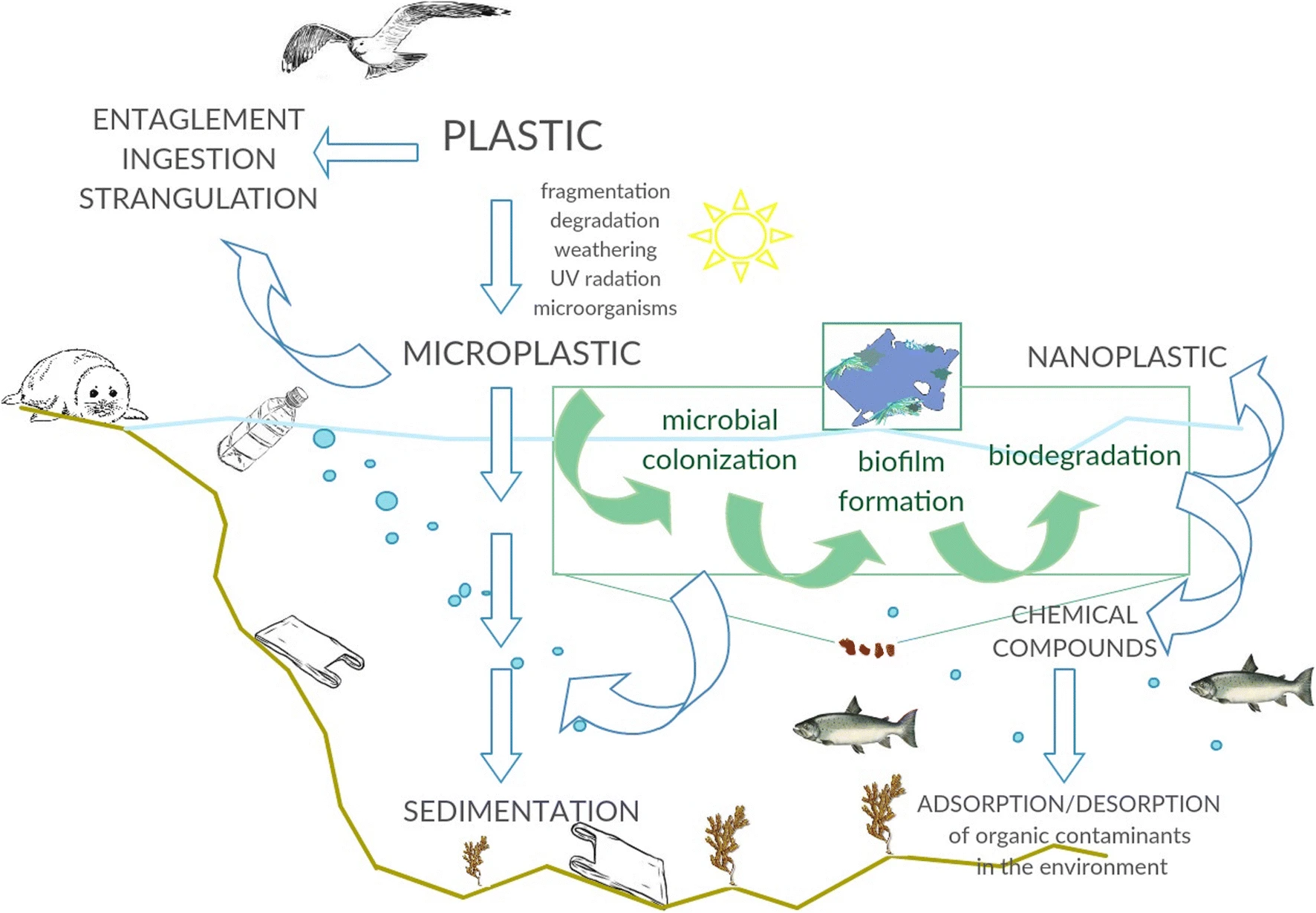
海洋微生物とマイクロプラスチックとの相互作用

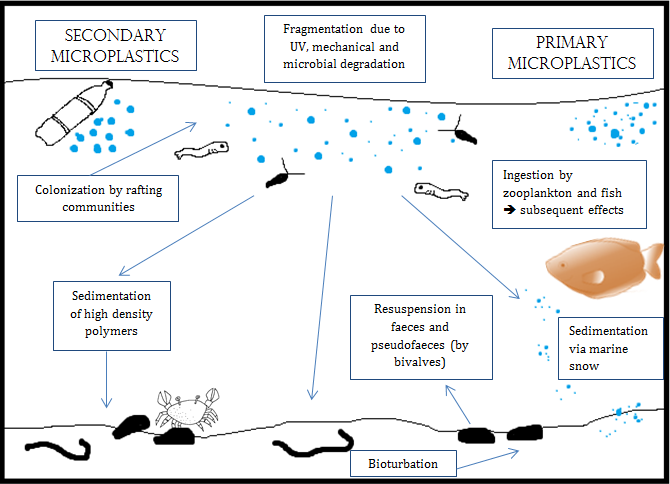
マイクロプラスチックはその小さなサイズと高い耐久性から、海洋環境で非常に長い間残り続け、生態系ひいては食物連鎖全体に対して深刻かつ持続的な影響を及ぼし続ける。

2008年9月9日から11日までアメリカ合衆国ワシントン州タコマ市のワシントン大学タコマ校で開催された、マイクロプラスチックの海洋ゴミの存在、影響および環境運命についての最初の国際研究ワークショップに参加した研究者たちは、以下の根拠によりマイクロプラスチックが海洋環境に問題をもたらしていることに合意した。
- マイクロプラスチックが海洋環境中に存在することが確認されている。
- これらの粒子の滞留期間が長い（したがって、今後も集積する可能性が高い）。
- 海洋生物によるマイクロプラスチックの摂取が実証されている。

これまでの研究はもっと大きいプラスチックに重点が置かれてきた。（釣り糸や漁網などの）プラスチックに絡まるか、プラスチックを摂食するか、喉に詰まらせて窒息することによって、生物が衰弱死してしまうか、陸地に乗り上げて身動きができなくなるといったことに関連する問題は広く認識されている。
これとは対照的に、マイクロプラスチックは5 mmよりも小さくて目立たない存在である。この大きさの粒子は極めて幅広い生物種が利用しうる形態であるが、摂食されることが実証されている例は、沈積物摂食性のゴカイ（タマシキゴカイ (Arenicola marina)）と濾過摂食性のイガイ（ヨーロッパイガイ (Mytilus edulis)）の2例しか挙げられていない。食物網の下位にいる生物種の摂食の影響がほとんど知られていないことが不安をもたらしている。栄養段階を通じてマイクロプラスチックが移行するかどうかは、まだわかっていない。
マイクロプラスチックを摂食した後の海洋生物への影響は次の3つが考えられる。
- 摂食器官または消化管の物理的閉塞または損傷
- 摂食後のプラスチック成分の化学物質の内臓への浸出
- 吸収された化学物質の臓器による摂取と濃縮

小動物は、偽りの満腹感のために食物の摂取が減る危険があり、その結果、飢餓状態に陥るか、それ以外の物理的被害を受ける。しかし、海洋生物に対する長期的な影響は現時点では不明である。
また、プラスチックごみが生物相を散布する運び屋の働きをすることも実証されているので、大洋中の拡散の機会が増大することによって全世界の海の生物多様性が危機にさらされている。侵略的外来種と侵入種の拡散は、汎存種の拡散と同じくらい大きな問題である。
海洋環境中に入り込むプラスチック材料の約半数は水に浮くが、生物の付着によってプラスチックゴミは海底に沈みやすくなる。沈んだプラスチックは底生生物と底質のガス交換プロセスを阻害する可能性があるが、これが重要になるのは大きいプラスチックゴミの場合である。
海に漂うマイクロプラスチックは数百年漂うと考えられていたが、実際にマイクロプラスチックの年齢を調べたところ外洋では1-3年、陸近くでは0-5年と比較的若いものが多いことがわかった。古いものは海底に沈殿していると考えられる。
2023年の実験ではマイクロプラスチックに紫外線を照射すると年1.7-2.3％の割合で分解されたことから、著者らは過去に海に流出した浮遊プラスチックの7-22％はすでに分解されただろうとしている。しかしながらこれはあくまで、わずか50ミリリットルの模擬海水中で、無色のバージンプラスチックに250 W m −2もの強度の紫外線を直接意図的に照射した実験であり、光が減衰する海水内に沈降した染色や不純物付着などのある廃棄物由来マイクロプラスチックが、好天の日中のみに紫外線でなく通常の太陽光で照射される現実の自然環境とは全く異なる。
海洋プラスチックを能力をもつ微生物が見つかっており、Rhodococcus ruberはポリエチレンを年1.2％
、Parengyodontium albumはポリエチレンを日に0.044％分解する能力をもっている。しかしこれら微生物が自然環境下でプラスチック汚染を減少させるほどプラスチックを分解している証拠は2024年時点で報告されていない。
海洋中のマイクロプラスチック探索はほとんどの研究で表層水（深さ約 50 センチメートル未満）から収集したものであった。2025年の研究では、2014 ～2024 年に収集された 1,885 の観測所から深度プロファイルデータを統合し、従来の方法では通常サンプリングされない表層下のマイクロプラスチックの分布を調べた。マイクロプラスチックの粒子状有機炭素全体に対する測定可能な割合は水深30メートルでは0.1%だが2,000 メートルでは5%に増加していた。深海では一貫して驚くほど高い存在量が観測され、立方メートル当たり個数は、南北大西洋横断線では水深100～270メートルで1,100個以上、北太平洋亜熱帯環流では水深2,000メートルで600個 、北極海では水深2,500メートルで200個、マリアナ海溝では水深6,800メートルで13,500個であった。

## 大気中
2019年8月14日に学術誌「サイエンス・アドバンシス」で発表された研究論文より、北極で雪に交じって降ってくることが判明している。マイクロプラスチックが風で巻き上げられ、大気中を長距離飛んで北極圏まで運ばれたとみているが、その仕組みの全容は分かっていない。また、2019年4月15日に「Nature Geoscience」で発表された研究論文でも、フランスのピレネー山脈に降ってくる雪にも混じっていた。2020年6月24日には南極に生息するナンキョクトビムシから、ポリスチレンの破片が見つかったいう論文が発表された。
大気中の量は都市ほど多い傾向がある。

## マイクロプラスチックと残留性有機汚染物質 (POPs)
プラスチック粒子は、環境と周囲の海水中に普通に存在する合成有機化合物（例えば、残留性有機汚染物質=POPs など）をその表面から吸収することによって高度に蓄積して運搬する可能性がある。マイクロプラスチックが、このような経路を通ってPOPsを環境から生物に移行させる媒介者の働きをしているかどうかはまだ不明であるが、マイクロプラスチックが食物網に入る潜在的な入口であることを示唆する証拠がある。さらに、プラスチックの製造中に加えられた添加剤が摂食時に浸出して生物に深刻な害をもたらす可能性も懸念されている。プラスチック添加剤による内分泌かく乱は、人と野生生物の生殖に関する健康に等しく影響を及ぼす恐れがある。
マイクロプラスチックを摂取することでそれに由来する化学物質も取り込まれ、さまざまな生殖、発がん性、突然変異原性の影響がありうる。 多くのプラスチックに使用されているビスフェノールA（BPA）は自己免疫疾患や内分泌かく乱と関連しており、男性の生殖能力の低下や乳がんの原因となる可能性がある。フタル酸エステルも食品包装プラスチックに含まれており、生殖機能や甲状腺機能に影響を与えるとされている。
フタル酸エステル、ビスフェノールA（BPA）、ポリ臭素化ジフェニルエーテル（PBDE）などプラスチック製造に添加剤として使用される化合物は大気や水中に放出することでも環境を汚染するが、人に対するこれら化合物の暴露はそれらを添加剤として含むマイクロプラスチックを人が取り込むことによっても起こる。屋内の換気および空調システムを通じて持続的にダストとして循環しているマイクロプラスチックの吸入は、人がマイクロプラスチックを取り込む主要なルートの1つである。このような環境下でほとんどの人が常にプラスチックの添加剤成分にさらされており、内分泌系や生殖系をいろいろな機序で攪乱しうる。 
現在のレベルでは、マイクロプラスチックがPCB・ダイオキシン・DDTなどのPOPsの外洋における世界的に重要な地球化学的貯留層になる可能性は低い。しかし、小規模なスケールでマイクロプラスチックが化学的貯留層として大きい役割を果たすかどうかは明確ではない。大都市の港湾や、農業排水と工業廃水が集中する排水路などの汚染された人口密集地域においては貯留層機能があると考えられる。

## ヒトへの害

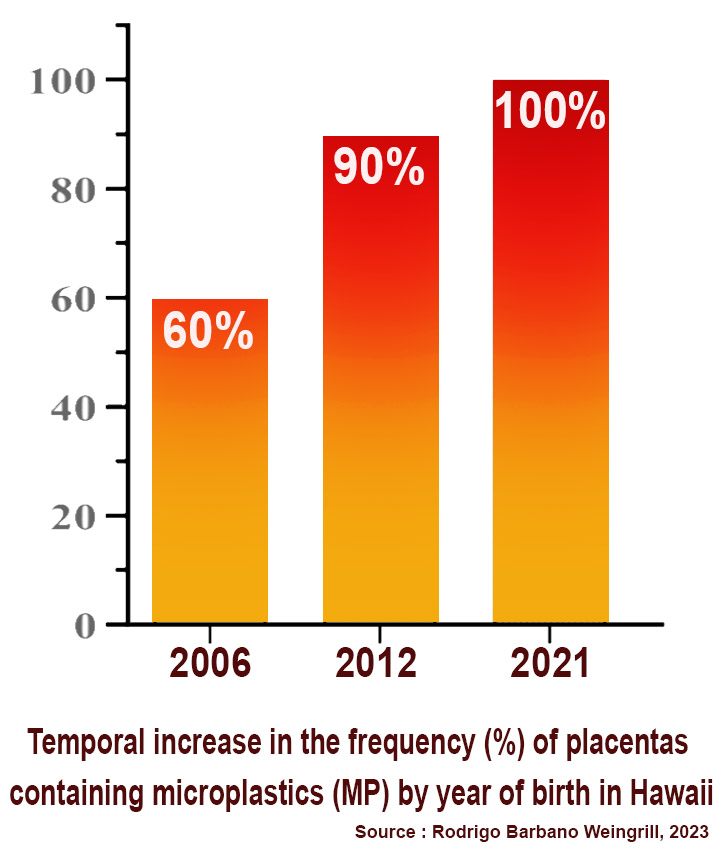
ハワイでの2006年の出産から保存された胎盤の60％にマイクロプラスチックが含まれていたが、2021年にはすでに100％に達していた

2019年時点では、欧州アカデミーによる政策のための科学的助言 (Science Advice for Policy by European Academies)が欧州委員会に提出したレポートは「現在の環境中で測定できるマイクロプラスチック濃度は遥かに濃度レベルが低く、しきい値を下回っており、マイクロプラスチックが人間あるいは環境に影響を与えるという信頼できる証拠は無い。ただし汚染が今の速度で続けば状況が変わる可能性がある」とし、世界保健機関(WHO)は「水道水とボトル入り飲料水に含まれるマイクロプラスチックが現状人体に影響を与えることはない」としていた。しかし以下に述べるようにそのわずか2－３年後からマイクロプラスチックの人体中への暴露の証拠が次々と見つかってきており、上記の見通しは楽観的すぎたことが明確になった。
ナノプラスチックは貝類や甲殻類の腸組織に浸透することができ、それらを食べる人間の体内に入る。 海産物を食する人は年間11,000個のマイクロプラスチックを摂取すると推定されており、微細なマイクロプラスチックがすでに人間の血液にも見つかっている。2022年に発表された「Environment International」の研究では、対象とした人々の80％の血液中にマイクロプラスチックが含まれており、マイクロプラスチックが人間の臓器に取り込まれる可能性があることを示した。インドネシアの漁師の便を調査したところ、50％がマイクロプラスチックを含んでいた（1グラムの便あたり3.33〜13.99μgのマイクロプラスチック）。　
ハワイは循環する海洋ゴミを運ぶ海流にさらされている。ハワイの住民は全員沿岸郡に住み人口のほぼ50%が週に少なくとも魚介類8オンスを食べており、これは海洋マイクロプラスチックへの曝露と蓄積の増加に関連していると考えられる。胎盤を含む一部の人体組織は法的理由や将来の科学的利用の可能性のために保存されており、人体の内部汚染を遡及的に監視することができる。そこで胎盤を生体内蓄積試験に用いて、妊娠中のマイクロプラスチック曝露を評価し、過去20年間のプラスチック汚染の増加が、ヒト胎盤におけるマイクロプラスチック蓄積の増加と相関しているかどうかを判定した。その結果2023年の調査では、ハワイでの2006年の出産から保存された胎盤の60％にマイクロプラスチックが含まれていたが、2021年にはすでに100％に達していた。
体内に取り込んだマイクロプラスチックを効率的に排出するには、食物繊維が有効との指摘もある。また、動物実験から、抗酸化物質の一種であるアントシアニンが、マイクロプラスチックによる生殖器系への有害な影響を緩和する力がある可能性が指摘された。
2024年の死体を用いた研究によると、ヒトの全ての臓器にマイクロプラスチックが蓄積されており、中でも脳に多く、2024年現在脳1kg当たり5gのマイクロプラスチックが蓄積されており、しかも直近8年で1.5倍に増えていることが明らかにされた。ヒトの脳に蓄積するマイクロプラスチックが、うつ病などのメンタルヘルスの問題に関連していることが指摘されている一方、アフェレーシス療法が脳内に蓄積したマイクロプラスチックの問題への対応に効果的であることを示す予備的証拠について議論している論文もある。実際、俳優のオーランド・ブルームは血液中のマイクロプラスチックや有害化学物質の除去のためのアフェレーシス療法という最新治療を受けた。

### プラスチスフェア：マイクロプラスチックによる新病原体伝播の可能性
プラスチック破片に生息する微生物の集団をプラスチスフェア（plastisphere）という。そこではプラスチックがそれら微生物の人工生息地として機能し、病原体微生物の移動可能な貯蔵庫となりうることが示唆されている。わずか１グラムの海洋プラスチックに1立方メートルの外洋水に含まれる微生物バイオマスの10倍が生息している可能性があるとされる。たとえばビブリオ菌は通常外洋では稀だが北大西洋中部のプラスチスフェアに広く分布しており、海中から「ヒッチハイク」することで思いがけない場所での海洋生物や人間に病気を引き起こす可能性がある。
マイクロプラスチック上のプラスチスフェアは、さまざまな経路で生態系や食物連鎖に入りうる。たとえば農作物はサブマイクロメートルの大きさのマイクロプラスチックを直接吸収し根から芽に運ぶことが知られている。数十マイクロメートルを超える大きさのマイクロプラスチックは、頸動脈・肺・結腸などのさまざまな人間の組織や排泄物で見つかっている。したがってプラスチスフェアにより病原体や抗菌薬耐性の人類への伝播・拡散が加速し、今までにない伝染病が発生しても何ら不思議ではない。

## 国際的取組
- 2016年（平成28年）5月16日に富山市で開かれた先進7カ国 (G7)環境相会合で、海を漂う微細プラスチックごみについて「海の生態系にとって脅威だ」との認識を確認した。
- 2016年（平成28年）から福井県小浜市にある福井県立若狭高等学校海洋科学科（旧・福井県立小浜水産高等学校）が、若狭湾におけるマイクロプラスチックの研究を開始し、2019年（令和元年）7月21日、京都大学で日本、アメリカ、台湾の高校生たち約100人が参加した海洋ごみのシンポジウム（国際会議）「international micro plastics youth conference2019 海と日本」を開催。マイクロプラスチックをテーマにしたアメリカのドキュメンタリー映画の翻訳依頼を受け、約10人の生徒が1カ月かけて、映画全体の3分の1を字幕の翻訳作業に取り組んだ。その後、福井県若狭町にある福井県海浜自然センターで上映会が開かれた。また、2020年（令和2年）11月12日、台湾で開催された「第2回国際ユース会議2020」に若狭高校もウェブ参加し、研究内容を発表した。
- 欧州連合(EU)はマイクロプラスチックによる海洋汚染防止のため、EU内で流通するプラスチック製容器・包装などを全て再利用かリサイクルが可能なものへ2030年までに切り替える方針を2018年1月16日に発表した。リサイクル技術向上のため1億ユーロを投じる[82]。
- イギリスのテリーザ・メイ首相は2018年1月11日、2042年までにプラスチック廃棄物を可能な限りなくす長期環境計画を公表した[83]。
- 海洋国家である日本においては環境省が主体となり、他の海洋ゴミと同様に調査・対策研究を進めている[84]。
- 2019年（令和元年）6月28・29日に大阪市で開催された第14回20か国・地域首脳会合 (G20会議)において、2050年までに新たな海洋汚染をゼロに削減する構想「大阪ブルー・オーシャン・ビジョン」が提唱され、日本が2025年までに世界で1万人の人材を育成し、廃棄物リサイクル技術を輸出するなどの支援を行う計画も発表した[85]。
- 2020年（令和2年）九州大学応用力学研究所の磯辺篤彦教授（海洋物理学）の研究チームが、日本やタイの他大学や研究機関と連携し、5カ年計画でタイのマイクロプラスチックごみの研究を開始。タイ湾や周辺海域に漂う量や流入経路、生物への影響を分析し、対策をまとめてタイ政府へ提出する予定であると発表した[86]。

## 関連文献
- 中嶋亮太『海洋プラスチック汚染: 「プラなし」博士,ごみを語る』岩波書店〈岩波科学ライブラリー〉、2019年9月。ISBN 978-4000296885。
- 磯辺篤彦『海洋プラスチックごみ問題の真実：マイクロプラスチックの実態と未来予測』化学同人〈DOJIN選書〉、2020年7月。ISBN 978-4759816860